# Phare des îles Ladrones
Le phare des îles Ladrones (en espagnol : Faro de Islas Ladrones) est un phare actif situé sur les îles Ladrones dans la province de Chiriquí. Il est géré par la Panama Canal Authority 

## Histoire
Les îles Ladrones se situent au nord-ouest de l'île Coiba et à 55 km au nord-ouest de l'île Montuosa et à une distance similaire de l'île Burica dans le golfe de Chiriquí.

## Description
Ce phare est une tour métallique à claire-voie, avec une galerie et une balise de 10 m de haut. La tour est peinte en blanc. Il émet, à une hauteur focale de 65 m, un long éclat blanc de 3 secondes par période de 9 secondes. Sa portée est de 16 milles nautiques (environ 30 km).
Identifiant : ARLHS : PAN015 - Amirauté :
G3266 - NGA : 111-0012 .

## Caractéristique dufeu maritime
Fréquence : 9 secondes (W)
- Lumière : 3 secondes
- Obscurité : 6 secondes

### Lien connexe
- Liste des phares du Panama